# Grandes écoles
Grandes écoles (franceză: [ɡʁɑ̃dz‿ekɔl]; „mari școli”) din Franța sunt unități de învățământ superior de elită care sunt separate și paralele, dar deseori conectate la cadrul principal al sistemului universitar public francez. Acestea prezintă o concurență acerbă la admitere, iar majoritatea dintre absolvenții lor domină în mod regulat nivelurile superioare ale sectoarelor private și publice ale societății franceze.
Grandes écoles recunosc în principal studenții pe baza clasamentului național la examenele orale și scrise. Deși sunt deschise, în principiu, numai pentru candidații absolvenți de clase pregătitoare (Classes Préparatoires aux Grandes Ecoles) cu o durată de 2 sau 3 ani de studii post-bac, acestea permit, în limita unor locuri rămase libere, și accesul unor candidați proveniți din sistemul LMD (Licență-Masterat-Doctorat) 
Grandes écoles diferă de universitățile publice din Franța: într-adevăr, universitățile din Franța sunt instituții cuprinzătoare compuse din mai multe facultăți care acoperă diverse domenii (științe naturale, inginerie, drept, economie, medicină, științe umane etc.) cu un corp de studenți mare. Pe de altă parte, Grandes Écoles au dimensiuni mult mai mici și își recrutează studenții cu procese mai selective (de obicei câteva sute de studenți pe an pe instituție și câteva mii de studenți pe an la nivel de țară). Arts et Métiers ParisTech are cea mai mare populație de studenți, cu 6.000 de studenți.
O mare parte din Grandes écoles este publică și, prin urmare, costurile sunt limitate. Școlile private există și ele și au taxe de școlarizare mai mari; facultățile de afaceri percep de obicei taxe mai mari.